# شجرة نحو مجرد

شجرة تحليل أنتجت عبارة "John hit the ball" عند عدم تحليلها.

شجرة التركيب النحوي المجرد أو شجرة النحو المجرد في الحوسبة هي شجرة مخطط تمثل بنية مجردة Abstract syntax في نص برمجي مصدري في لغات البرمجة.

## إلغاء التحليل
يكون نظام إلغاء التحليل هو نظام ينشئ مجموعة من الرموز أو مكونات الصورة من شجرة تحليل معينة.
فنظام إلغاء التحليل هو في الواقع الإجراء العكسي لعمل المحلل التقليدي الذي يأخذ سلسلة من الرموز وينتج شجرة تحليل. وينطوي إلغاء التحليل عمومًا على تطبيق مجموعة معينة من القواعد على شجرة التحليل أثناء «المرور بشجرة».
مع اعتبار أن الشجرة قد تضم كلاً من عناصر نصية ورسومية، فسيكون أمام نظام إلغاء التحليل وحدتان منفصلتان، تتعامل كل منهما مع العوامل الخاصة بها. وفي مثل هذه الحالات يقوم «نظام إلغاء التحليل الأساسي» بالبحث عن «جدول إلغاء التحليل الأساسي» لتحديد الوحدة المستخدمة في معالجة هيكل متداخل معين.